# Flaujagues
Flaujagues [floʒaɡ] ist eine französische Gemeinde mit 598 Einwohnern (Stand: 1. Januar 2022) im Département Gironde in der Region Nouvelle-Aquitaine (vor 2016 Aquitaine); sie gehört zum Arrondissement Libourne und zum Kanton Les Coteaux de Dordogne. Die Einwohner werden Flaujaguais genannt.

## Geographie

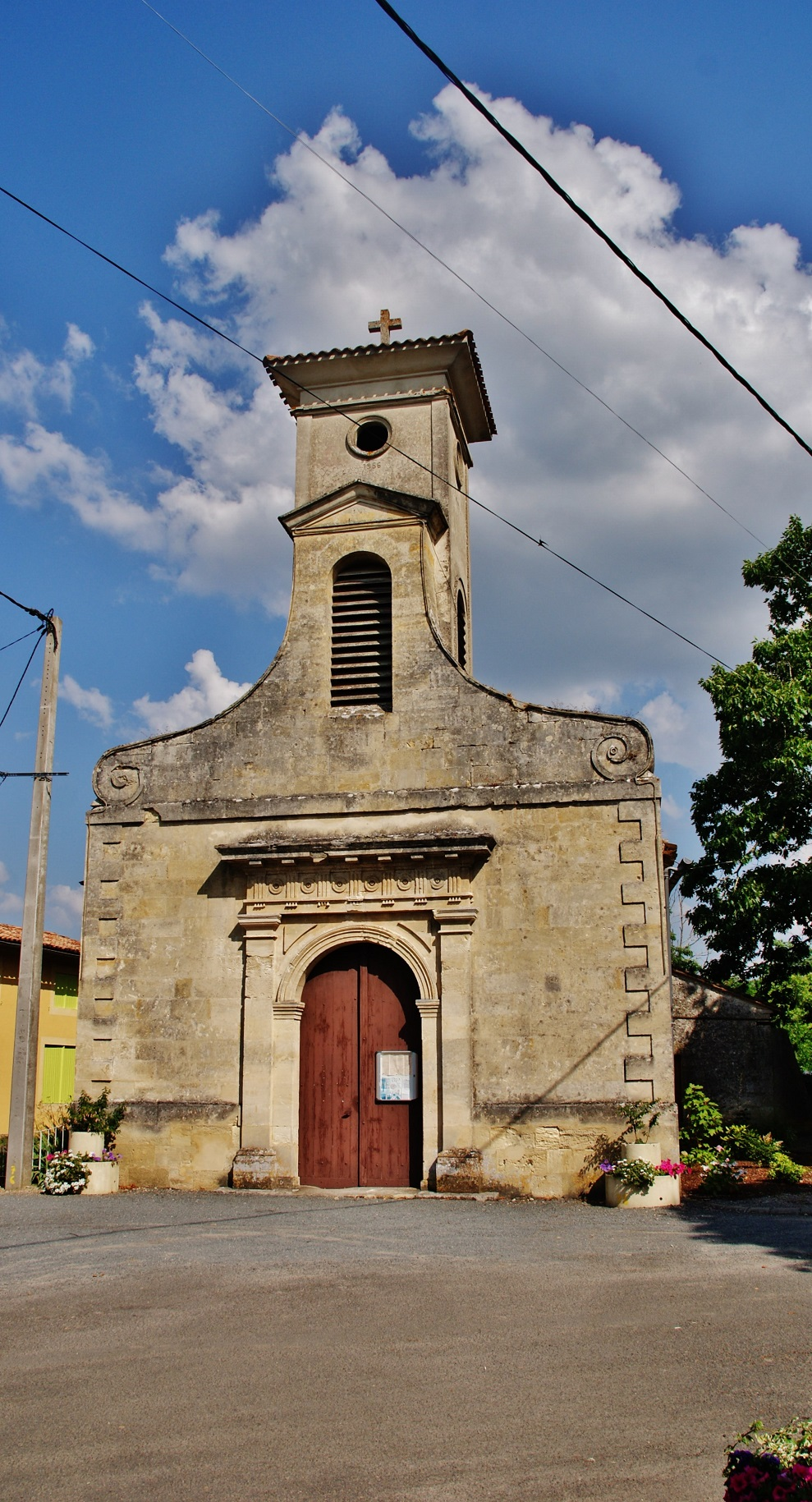
Kirche Saint-Martin

Flaujagues liegt etwa 50 Kilometer östlich von Bordeaux an der Dordogne, die die Gemeinde im Norden und Osten begrenzt. Umgeben wird Flaujagues von den Nachbargemeinden Lamothe-Montravel im Norden und Osten, Juillac im Südosten, Sainte-Radegonde im Süden sowie Mouliets-et-Villemartin im Westen.

## Bevölkerungsentwicklung
| Jahr                       | 1962 | 1968 | 1975 | 1982 | 1990 | 1999 | 2006 | 2017 |
| Einwohner                  | 510  | 488  | 418  | 462  | 466  | 490  | 519  | 591  |
| Quellen: Cassini und INSEE |      |      |      |      |      |      |      |      |

## Sehenswürdigkeiten
- Kirche Saint-Martin aus dem 17. Jahrhundert, Umbauten aus dem 19./20. Jahrhundert
- Protestantische Kirche aus dem 19. Jahrhundert
- Schloss Flaujagues aus dem 16./17. Jahrhundert